# Podvučnik
Podvučnik est une localité de Croatie située dans la municipalité de Vrbovsko, comitat de Primorje-Gorski Kotar. En 2001, la localité comptait 3 habitants.

## Démographie
| 1948 | 1953 | 1961 | 1971 | 1981 | 1991 | 2001 |
| ---- | ---- | ---- | ---- | ---- | ---- | ---- |
| 76   | 31   | 19   | 21   | 10   | 18   | 3    |